# Johann Joseph Würth
Johann Joseph Würth též Jan Josef Würth nebo Wirth (2. dubna 1706 Vídeň – 30. září 1767 Vídeň) byl rakouský stříbrník období pozdního baroka a rokoka, autor největší stříbrné skulptury ve střední Evropě, a to náhrobku sv. Jana Nepomuckého v Praze.

## Život
Pocházel z rodiny zlatníků, proto byl přijat do vídeňského cechu jako mistr roku 1726 na dispens, bez jinak potřebné tovaryšské praxe. Vytvořil několik dochovaných umělecky vynikajících prací chrámového stříbra (monstrance, kalichy, mešní konvičky). Jeho díla jsou klenotnicky zdobena kvalitními drahokamy.
Největší zakázkou - kterou získal s přihlédnutím k rodinné tradici - bylo vytepat podle dřevěných modelů italského sochaře Antonia Corradiniho pro pražskou katedrálu sv. Víta náhrobní tumbu sv. Jana Nepomuckého s figurální a ornamentální výzdobou. Spolupracoval na této zakázce po dva roky (1735 - 1736) se svými vrstevníky Georgem Rafaelem Donnerem a Kašparem Gschwandtnerem a bydlel za tímto účelem v Praze. Z hlediska klientely byl typickým umělcem rakouské monarchie. Svými pracemi je zastoupen v Praze, Vídni, v Budapešti, ale i v Mariazell. V letech 1751 - 1754 byl zvolen nejprve představeným vídeňského cechu zlatníků a později starším cechovním mistrem. V otcově dílně se vyučil a jeho živnost převzal syn Ignác Würth.

## Výběr z díla
- Náhrobek sv. Jana Nepomuckého v chóru katedrály sv. Víta na Pražském hradě (1735-1736)
- Sluncová monstrance pro dóm sv. Štěpána ve Vídni (1751), nyní v Dómském a diecézním muzeu ve Vídni
- Stříbrný oltář v Mariazellu